# Вишеньки (помідори)
«Вишеньки» (лат. Solanum lycopersicum var. cerasiforme, англ. Cherry tomato), також «Чері» — група сортів помідорів (переважно гібридних), найхарактернішою особливістю якого є маленькі плоди, через що й отримав назву — «вишня».
Існують жовті, малинові, червоні, помаранчеві, фіолетові, чорні, коричневі сорти цих мініпомідорів.
«Червоні вишні» мають відмінні смакові якості як закуска, використовуються для приготування різних салатів («Капрезе») і для консервації. Деякі «Черрі» можна сушити. Дехто стверджує, що «вишеньки» довго зберігаються у свіжому вигляді, хоча вони значно поступаються величезним гігантам, які можуть зріти на підвіконні понад два місяці.
В Україні залюбки сіють жовті, бурякові та зеленкувато-чорні сорти, натомість червоні менш розповсюджені. Потребують пасинкування, хиляться до самої землі без підв'язки. Розсада страшенно витягується.
Плід 4-20 г найрізноманітнішої гами. Ростуть великими групками по 10-50 шт. Рослина зазвичай досить високоросла, якщо не прищипувати — здатна витягнутися на 1,5-2 м і навіть лягти на дерево. Розсада дуже витягується. Цікаво, що на розсаду можна сіяти «вишеньки» (або «чері») дуже густо, головне сильне освітлення. Потребують підв'язування. Гарно розвиваються по сусідству з жовтими помідорами, перцем мавр тощо. Дуже згубно впливають своїм сусідством на баклажан.
Вишне подібні помідори мають досить багатий асортимент і селекціонуються й дотепер. Уперше ж прототип був виведений у 1973 р. і їстівність його була спершу сумнівною й потребувала доопрацювання. Була штучно досягнута генетична помилка, відповідальна за повільне дозрівання, що актуально для пустелі й не надто актуально для наших чорноземів. Таким чином, цей «сорт» через 3-4 покоління унаслідок переопилення вироджується і зав'язуються нормальні середнього розміру ягоди.